# Сімабара-хан

Мон роду
Аріма

Мон роду
Мацукура

Мон роду
Корікі

Мон роду
Тода

Мон роду
Мацудайра

Сімабара-хан (яп. 島原藩, しまばらはん) — хан в Японії, у провінції Хідзен, регіоні Кюсю.

## Короткі відомості
- Адміністративний центр: замок Сімабара, містечко Сімабара (сучасне місто Сімабара префектури Наґасакі). До 1616 року — замок Хіное (сучасне місто Мінамі-Сімабара префектури Наґасакі)

- Інші назви: Хіное-хан (日野江藩).

- Дохід:

40 000 коку протягом 1600—1668;
65 000 коку протягом 1669—1749;
77 000 коку протягом 1749—1774;
65 000 коку протягом 1774—1871.
- До 1614 Управлявся родом Аріма, що належав до тодзама і мав статус володаря замку (城主).

З 1614 перебував під прямим контролем сьоґунату Токуґава.
З 1616 управлявся родом Ітакура, що був переведений з Ямато-Ґодзьо-хан у провінції Ямато. Цей рід належав до тодзама і мав статус володаря замку (城主).
З 1638 управлявся родом Корікі, що був переведений з Хамамацу-хан у провінції Тотомі. Цей рід належав до фудай і мав статус володаря замку (城主).
З 1669 управлявся родом Мацудайра гілки Фукодзу (深溝松平家), що був переведений з Фукутіяма-хан у провінції Танба. Цей рід належав до фудай і мав статус володаря замку (城主). Голови роду мали право бути присутніми у залі імператорського дзеркала сьоґуна.
З 1749 управлявся родом Тода, що був переведений з Уцуномія-хан у провінції Сімоцуке. Цей рід належав до фудай і мав статус володаря замку (城主). Голови роду мали право бути присутніми у залі імператорського дзеркала сьоґуна.
З 1774 повторно управлявся родом Мацудайра гілки Фукодзу (深溝松平家), що був переведений з Уцуномія-хан у провінції Сімоцуке. Цей рід належав до фудай і мав статус володаря замку (城主). Голови роду мали право бути присутніми у залі імператорського дзеркала сьоґуна.
- Ліквідований в 1871.

## Правителі
| № | Ім'я                | Ім'я     | Роки        | Ранг, титул       | Примітки                          |
| - | ------------------- | -------- | ----------- | ----------------- | --------------------------------- |
| 1 | Аріма Харунобу      | 有馬晴信 | 1600 — 1612 | 従五位下 修理大夫 | Другий син Аріми Йосісади         |
| 2 | Аріма Наодзумі      | 有馬直純 | 1612 — 1614 | 従五位下 左衛門佐 | Старший син Аріми Харунобу        |
| 1 | Ітакура Сіґемаса    | 松倉重政 | 1616 — 1630 | 従五位下 豊後守   | Син Ітакури Сіґенобу              |
| 2 | Ітакура Кацуїе      | 松倉勝家 | 1630 — 1638 | 従五位下 長門守   | Старший син Ітакури Сіґемаси      |
| 1 | Корікі Тадафуса     | 高力忠房 | 1638 — 1655 | 従五位下 左近大夫 | Старший син Корікі Масанаґи       |
| 2 | Корікі Таканаґа     | 高力隆長 | 1655 — 1668 | 従五位下 左近大夫 | Старший син Корікі Тадафуси       |
| 1 | Мацудайра Тадафуса  | 松平忠房 | 1669 — 1698 | 従四位下 主殿頭   | Старший син Мацудайри Тадатосі    |
| 2 | Мацудайра Тадакацу  | 松平忠雄 | 1698 — 1735 | 従四位下 主殿頭   | Другий син Мацудайри Кореюкі      |
| 3 | Мацудайра Тадамі    | 松平忠俔 | 1735 — 1738 | 従五位下 主殿頭   | Четвертий син Мацудайри Цуґіакі   |
| 4 | Мацудайра Тадатокі  | 松平忠刻 | 1738 — 1749 | 従五位下 主殿頭   | Четвертий син Мацудайри Кан'юкі   |
| 5 | Мацудайра Тадамаса  | 松平忠祗 | 1749        | 従五位下 主殿頭   | Старший син Мацудайри Тадатокі    |
| 1 | Тода Тадаміцу       | 戸田忠盈 | 1749 — 1754 | 従五位下 日向守   | Четвертий син Тоди Тадамі         |
| 2 | Тода Тадато         | 戸田忠寛 | 1754 — 1774 | 従五位下 壱岐守   | Син Сакаї Таданорі                |
| 1 | Мацудайра Тадахіро  | 松平忠恕 | 1774 — 1792 | 従五位下 大和守   | Другий син Мацудайри Тадатокі     |
| 2 | Мацудайра Тадайорі  | 松平忠馮 | 1792 — 1819 | 従五位下 主殿頭   | Шостий син Мацудайри Тадахіро     |
| 3 | Мацудайра Тадайосі  | 松平忠侯 | 1819 — 1840 | 従五位下 主殿頭   | Четвертий син Мацудайри Тадайорі  |
| 4 | Мацудайра Таданарі  | 松平忠誠 | 1840 — 1847 | 従五位下 主殿頭   | Другий син Мацудайри Тадайосі     |
| 5 | Мацудайра Тадакійо  | 松平忠精 | 1847 — 1859 | 従五位下 主殿頭   | Четвертий син Мацудайри Тадайосі  |
| 6 | Мацудайра Тадаацу І | 松平忠淳 | 1859 — 1860 | 従五位下 主殿頭   | Третій син Дате Мунетади          |
| 7 | Мацудайра Тадатіка  | 松平忠愛 | 1860 — 1862 | 従五位下 主殿頭   | Син Мацудайра Тадаацу ІІ          |
| 8 | Мацудайра Тадакадзу | 松平忠和 | 1862 — 1871 | 従五位下 主殿頭   | Шістнадцятий син Токуґави Наріакі |